# Pamięć buforowa
Pamięć buforowa (ang. buffer memory, także cache memory) – wydzielony obszar pamięci operacyjnej zarezerwowany dla danych szczególnie często wykorzystywanych, dzięki czemu skraca się czas dostępu do nich.
Najczęściej tego typu buforowanie odbywa się w pamięci RAM i dotyczy danych zapisanych na nośnikach pamięci masowej (dyskietkach, płytach kompaktowych, dyskach twardych), do których czas dostępu jest znacznie dłuższy, a realny transfer – znacznie niższy.